# Neville Brody

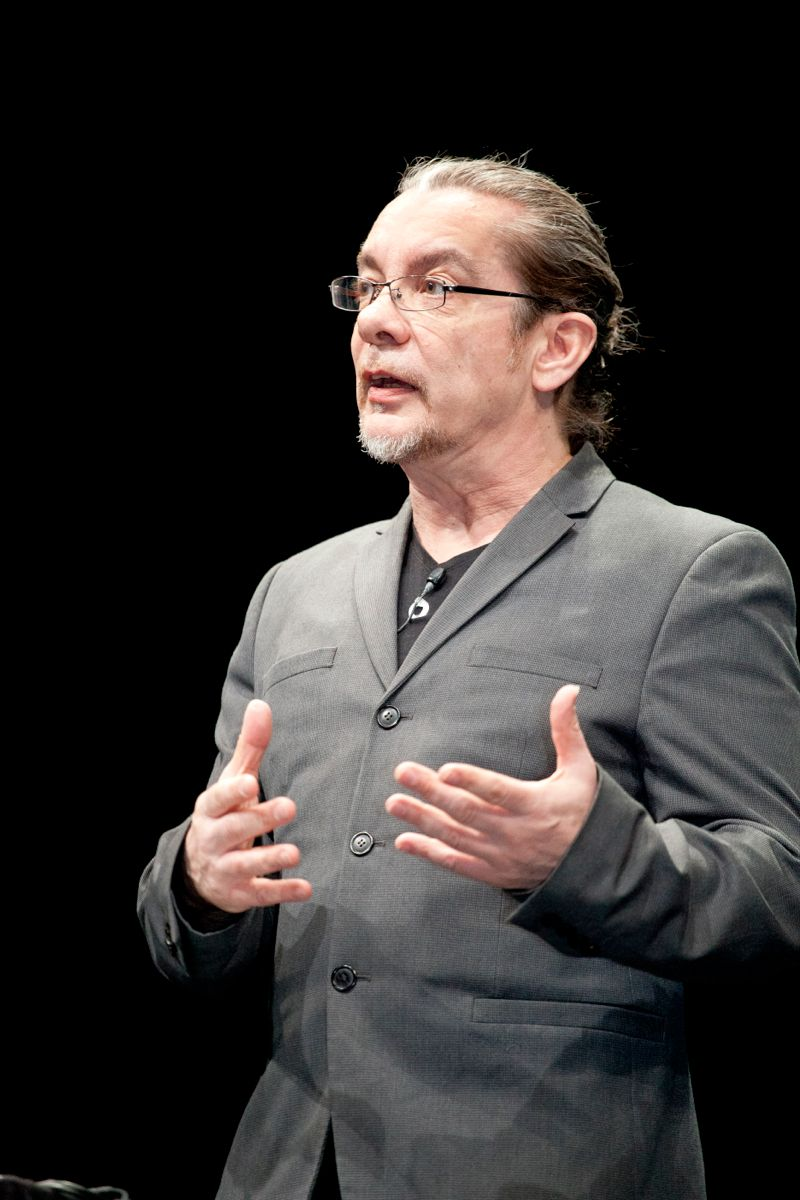
Neville Brody, 2012

Neville Brody (* 23. April 1957 in London) ist ein britischer Grafikdesigner, Typograf und Art Director.

## Leben
Brody studierte von 1976 bis 1979 am London College of Printing. Danach gestaltete er zahlreiche Plattencover für freie alternative Labels wie Stiff Records, Fetish Records und die experimentelle Gruppe Cabaret Voltaire. Von 1981 bis 1986 übernahm Brody die Art Direction des Jugend- und Mode-Magazins The Face, wo er neue Konzepte, z. B. mutige typografische Lösungen, einführte. 1986 arbeitete Brody für die Monatszeitung New Socialist der Labour-Partei und bezog damit politisch Stellung. 1987 bis 1990 gestaltete er für das englische Magazin Arena. 1988 wurde die Arbeit von Neville Brody in dem Buch The Graphic Language of Neville Brody von Jon Wozencroft veröffentlicht. Dieses Werk ist mit insgesamt 120.000 verkauften Exemplaren das meistverkaufte Grafik-Design-Buch.
Ab 1988 arbeitete er unter anderem an den Erscheinungsbildern von Nike, Premiere, ORF und dem Haus der Kulturen der Welt (HKW) in Berlin – gemeinsam mit dem Züricher Designer Cornel Windlin, der das Logo entwarf und maßgeblich die visuelle Sprache des HKW prägte, Simon Staines, verantwortlich für Plakate und Breitenwirkung, Giles Dunn, ebenda, sowie CD-Reihe Schott wergo „WeltMusik“ Erscheinungsbild,  sowie dem Berliner Farblithografen, Grafiker, Art Director & Fotografen Kolja Sebastian Vesper Gruber, der die Typografien erweiterte und neben vielem anderen das Logo für das im Hause gelegene Café Global erschuf.
1990 gründete Neville Brody gemeinsam mit Joan Spiekermann und Erik Spiekermann in Berlin die unabhängige Foundry für digitale Schriftarten FSI FontShop International. Er selbst entwickelte die Schriften Arcadia (1990), Industria (1990), Insignia (1990), FF Blur (1991), FF Pop (1991), FF Gothic (1991), FF Harlem (1991), FF Typeface 4,6 & 7 (1991), FF Dome (1993), FF Tokyo (1993), FF Tyson (1993), FF World (1993), FF Dirty 1, 3, 4, 6 & 7 (1994) sowie FF Meta Subnormal (1995).
1994 gründete Neville Brody mit seiner Geschäftspartnerin Fwa Richards die Research Studios in London, in diesem Jahr veröffentlichte Jon Wozencroft The Graphic Language of Neville Brody, Vol. 2, das auch auf Deutsch erhältlich ist (Die Grafiksprache des Neville Brody, Vol. 2). 2001 folgte eine Filiale von Research Studios in Paris und 2002 in Berlin, eine weitere in New York ist geplant.
Eine Schwester von Research Studios heißt Research Publishing und ist für experimentelle Multimedia-Produktionen zuständig. Research Publishing wiederum beschäftigt sich intensiv mit FUSE, einem Forum für experimentelle Typografie und Kommunikation.
Zwischen 1990 und 2000 veröffentlichte Neville Brody gemeinsam mit FSI 18 Ausgaben des experimentellen Typografie-Magazins FUSE und initiierte gleichnamige Konferenzen. Aus diesen entwickelte sich die jährlich stattfindende europäische Designkonferenz TYPO Berlin.

## Einordnung
Matthias Matussek schrieb im SPIEGEL 1988 über Brody: „Als art director des Magazins The Face hat Brody das Gesicht einer Dekade geprägt, tiefer greifend, als ein Rockstar, ein Schauspieler, ein Romancier es je konnte. Denn er hat ihre Sprache, ihre Archetypen erfunden. (…) Neville Brody, gerade 31 Jahre alt, ist der einflußreichste und meistkopierte Graphiker der Gegenwart.“

## Literatur

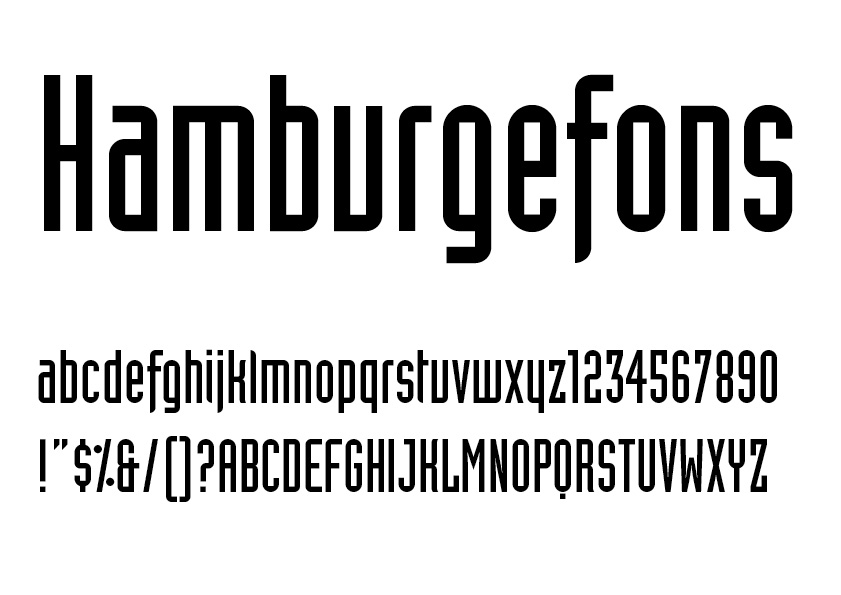
Schriftmuster Industria Solid